# Saint-Haon-le-Châtel
Saint-Haon-le-Châtel là một xã trong tỉnh Loire miền trung nước Pháp.